# Крістіан Лара (футболіст)
Крістіан Лара (ісп. Christian Lara, нар. 27 квітня 1980, Кіто, Еквадор) — еквадорський футболіст, півзахисник клубу «Клан Хувеніль».
Виступав, зокрема, за клуб «Депортіво Ель Насьйональ», а також національну збірну Еквадору.

## Клубна кар'єра
У дорослому футболі дебютував 1997 року виступами за команду клубу «Депортіво Ель Насьйональ», в якій провів вісім сезонів, взявши участь у 184 матчах чемпіонату. Більшість часу, проведеного у складі «Депортіво Ель Насьйональ», був основним гравцем команди.
Згодом з 2005 по 2017 рік грав у складі команд клубів «Аль-Вакра», «ЛДУ Кіто», «Барселона» (Гуаякіль), «Депортіво Перейра», «ЛДУ Кіто», «Депортіво Ель Насьйональ», «Реал Картахена», «Манта», «Депортіво Кіто» та «Дорадос де Сіналоа».
До складу клубу «Клан Хувеніль» приєднався 2018 року.

## Виступи за збірну
2004 року дебютував в офіційних матчах у складі національної збірної Еквадору.
У складі збірної був учасником розіграшу Золотого кубка КОНКАКАФ 2002 року у США, чемпіонату світу 2006 року в Німеччині.

## Титули і досягнення
- Чемпіон Еквадору (3):

«Депортіво Ель Насьйональ»: 2005К
«ЛДУ Кіто»: 2007, 2010
- Переможець Рекопи Південної Америки (2):

«ЛДУ Кіто»: 2009, 2010
- Переможець Південноамериканського кубка (1):

«ЛДУ Кіто»: 2009